# Zephyr 21
 (juin 2017).
Si vous disposez d'ouvrages ou d'articles de référence ou si vous connaissez des sites web de qualité traitant du thème abordé ici, merci de compléter l'article en donnant les références utiles à sa vérifiabilité et en les liant à la section « Notes et références ».
Zéphyr-21 est un groupe de punk rock mélodique français, originaire de Montpellier, dans le Languedoc-Roussillon. Il est formé du chanteur et guitariste Mickaël Merrheim, du chanteur et bassiste Shango Walungua, ainsi que du chanteur et batteur Jean-Noël Joret (JN). En 2017, le groupe compte au total quatre albums studio.

## Biographie

### Débuts et autoproduction (2003–2008)
Le groupe est formé à Montpellier, dans le Languedoc-Roussillon, en 2003. Trois jeunes lycéens fans de punk rock mélodique qui font des textes ayant pour but de faire rire sans connotation politique ni engagement particulier. Leurs chansons parlent de la vie de tous les jours ou bien d’histoires ayant marqué le passé des musiciens. Jean-Noël est d'abord à la guitare et au chant, Mickaël est à la basse. Le premier EP Revenons à nos moutons sort en 2004 et plusieurs batteurs défilent jusqu'en 2005, où Michaël (le Roadie du groupe) prend la basse, JN passe alors à la batterie (mais conserve le chant principal) et Mickaël Merrheim passe à la guitare. Entre 2003 et 2006, le groupe joue seulement dans la région du Languedoc-Roussillon[réf. nécessaire].
En 2006, le premier album studio du groupe, Si t'as faim, apparaît et le groupe tourne ses premiers clips faits maison et commencent leur première tournée à travers toute la France. Zephyr 21 commence alors à apparaître dans les médias spécialisés (Rock One) et joue avec des groupes tels que Big D and the Kids Table, Guerilla Poubelle, Freygolo, Minimum Serious... La chanson Ma grand-mère fait du vélo, de l'album, apparait sur TF1 dans l'émission 50 minutes inside (émission spéciale sur les Mamies-stars) le 16 avril 2011 où Madonna roule à vélo[réf. nécessaire].
En 2008, Michaël quitte le groupe pour changer de vie et se marier, ce qui vaudra la chanson bonus de la réédition rose de Nom d'un cactus! (2011). Plusieurs bassistes apparaitront furtivement, notamment Jérémy Chuchana (Dookie), également chanteur et guitariste du groupe Gecko 5, qui apparaît dans deux clips. La première édition (bleu) du 2e album apparaît en 2009, on y voit notamment un feat avec Paka, auteur de BD, qui fera à partir de là, tous les visuels de Zephyr 21. On peut voir d'ailleurs un épisode de l'enregistrement sur le Pakablog (no 1005). Le clip de cette chanson apparaîtra sur Virgin 17, MTV France, No life[réf. nécessaire].

### Nom d'un cactus!(2009–2013)
Entre 2009 et 2013, tous les albums et EP de Zephyr 21 sont enregistrés chez ZHS Records par Jean-Noël Joret (le chanteur/batteur du groupe). Cette même année, Paka est recruté et s'occupe de tous les visuels de Zephyr 21[réf. nécessaire].
Anthony Sanchis, guitariste de Pretty Johnny rentre dans Zéphyr 21 en tant que bassiste. Le groupe signe ensuite chez NFFP Records pour sortir l'album Album de reprise volume 1. Ce troisième album est composé uniquement de reprises de variété française repris dans le style de Zephyr 21 et verra le jour en 2010. Entre-temps Zephyr 21 tourne d'autres clips en diffusion à la télévision française, et sort un EP acoustique spécialement pour une tournée acoustique. La reprise Que je t'aime apparait en 2011 dans la bande son du premier épisode de la série La vie en panne qui a eu un certain succès sur le net[réf. nécessaire].
En 2011, apparait la réédition (rose) de Nom d'un cactus ! encore chez NFFP Records. Le clip de Pour 5 minutes de plus, issu de l'album, devait sortir en 2010, mais les images ont été perdues ; le clip est alors sorti en 2012, composé de beaucoup d'images de fans du groupe. En 2012, le groupe compose enfin à trois, dans la nouvelle formation et L'EPc4lypse 2012 sort toujours chez NFFP Records pour annoncer le quatrième album, Bikinis, complots et gros calibres, sorti en mars 2013. La chanson Je dis pas bonjour aux clochards est une reprise du duo acoustique Les fiottes où JN était guitariste et chanteur. Sur la version Zephyr 21, le troisième couplet est chanté par Wilfried, le clochard emblématique de Montpellier. En octobre 2013, ils jouent à la soirée Punk Party organisée par Emmetrop et Faut qu'ça Bourges.

### Dernières activités (depuis 2014)
En mai 2014, Anthony Sanchis, bassiste du groupe, annonce son départ du groupe. Le 18 mai 2014, Anthony quitte officiellement le groupe. Le 10 juillet 2014 est annoncé le nom du nouveau bassiste de Zephyr 21 grâce à une vidéo de 0,55 secondes, il s'appelle Shango. En novembre 2015, le groupe jouera avec 7 Days à Strasbourg.

## Projets parallèles
Jean-Noël Joret est, depuis 2010, le batteur du groupe Gecko 5, et chanteur dans Dookie et JN, groupe de zouk humoristique signé chez Universal. Il a aussi son projet solo sous le nom de JN, où il fait des reprises de tubes de l'été en pop punk et des vidéos humoristiques. Il a été aussi guitariste/chanteur dans Les Fiottes.
Anthony Sanchis a été guitariste/chanteur dans Pretty Johnny, et batteur dans Les Rasoirs Électriques. Entre 2012 et 2014, il est batteur dans Nina'School, groupe dans lequel il remplaçait temporairement le batteur depuis quelques années. Il a aussi fait la basse pour Guerilla Poubelle sur quelques tournées avant de rentrer officiellement dans le groupe en 2014.

## Membres

### Membres actuels
- Jean-Noël Joret - batterie, chant
- Michaël Merrheim - guitare, chant
- Shango - basse, chœurs (depuis 2014)

### Anciens membres
- Michaël Cusach (2005-2008)
- Jérémy Chuchana (Dookie) - basse (2008-2009)
- Anthony Sanchis (2009-2014)

## Discographie

### Clip
- - Il est temps de se quitter (2007)
- Ma copine est une lesbienne (2007)
- Je te survivrai (2008)
- Et j'attends (2009)
- Pardon maman (2010)
- Depuis cette pause (2011)
- Les demoiselles de Rochefort (2011)
- Pour 5 minutes de plus (2012)
- Danse bouge saute chante (2013)
- Par un pigeon (2013)
- Un nouvel ordre bancal (2013)
- Avec Shango (2014)
- Dans mon 4x4 (2014)
- Sans Bégayer (2015)

## Anecdotes
- de 2009 à 2013, tous les albums et EP de Zephyr 21 ont été enregistrés au ZHS records par Jean-Noël Joret (le chanteur/batteur du groupe)
- Depuis 2009 Paka s'occupe de tous les visuels de Zephyr 21
- La chanson Ma grand-mère fait du vélo de l'album Si t'as faim apparait sur TF1 dans l'émission 50 minutes inside (émission spéciale sur les Mamies-stars) le 16 avril 2011 lorsque l'on voit Madonna rouler à vélo.
- La reprise Que je t'aime de l'Album de reprise volume 1 apparait en 2011 dans la bande son du premier épisode de la série La vie en panne qui a eu un certain succès sur le net.
- Le clip de Pour 5 minutes de plus devait sortir en 2010, mais les images ont été perdues, le clip est alors sorti en 2012 composé de beaucoup d'images de fans du groupe.
- La chanson "Je dis pas bonjour aux clochards" de l'album Bikinis, Complots & Gros Calibres est une reprise du duo acoustique Les fiottes où JN était guitariste/chanteur. Sur la version Zephyr 21, le troisième couplet est chanté par Wilfried, le clochard emblématique de Montpellier.